# Buriticá
Buriticá es un municipio de Colombia, localizado en la subregión Occidente del departamento de Antioquia. Limita por el oeste con el municipio de Cañasgordas, por el sur con los municipios de Giraldo y Santafé de Antioquia, por el norte con el municipio de Peque, y por el oriente con los municipios de Sabanalarga y Liborina. Su cabecera dista 93 kilómetros de la ciudad de Medellín, capital del departamento de Antioquia, y el municipio posee una extensión de 364 kilómetros cuadrados, y una altitud de 1.625 metros.

## Historia
A la llegada de los conquistadores españoles, el territorio que ocupa hoy este distrito estaba habitado, según los cronistas, por tribus indígenas del grupo de los indios catíos, pertenecientes éstos a una etnia mayor llamada caribes. 
Los catíos que habitaban la región en esta época, estaban gobernados por un legendario Cacique precisamente de nombre Buriticá, al cual se debe en su memoria la denominación del actual municipio.
Cuentan las leyendas que al Cacique Buriticá lo intentaron forzar los conquistadores para revelarles el lugar donde se escondía el codiciado oro de la región, y en tal ventura lo condujeron atado hasta donde creerían encontrarlo, pero el jefe indígena, en un acto de bravura y orgullo, y al descuido de los españoles, se lanzó por un abismo arrastrando a todos consigo. Sin embargo, esta audaz empresa finalmente no tuvo éxito, y todos los implicados sobrevivieron, atrapados por la espesura de la vegetación del lugar. El cacique fue posteriormente quemado en la hoguera luego del incidente, de acuerdo con los relatos. Allí murió Buriticá, pero en nombre de su valor los vecinos de la comarca decidieron en buen tiempo perpetuar su nombre llamando el territorio en donde alguna vez vivió este mártir de los nativos, Buriticá.

## Generalidades
- Fundación, 15 de enero de 1614
- Erección en municipio, 1822
- Fundadores: Juan de Vadillo
- Apelativos: Laberinto pacífico de Occidente, Remanso de paz.

Para llegar hasta el actual pueblo es recomendable tomar desde Medellín, capital del Departamento de Antioquia, la carretera conocida en esa ciudad como "Vía al Mar",  pasar luego por el Túnel Fernando Gómez Martínez a la ciudad colonial de Santa Fe de Antioquia, y arribar posteriormente al corregimiento de Pinguro en el municipio de Giraldo. En este lugar debe tomarse una desviación a mano derecha (ya pavimentada), hasta llegar al casco urbano de Buriticá.

## División Político-Administrativa
Además de su Cabecera municipal. Buriticá tiene bajo su jurisdicción los siguientes corregimientos (de acuerdo a la Gerencia departamental):
- El Naranjo
- Guarco
- La Angelina
- Llanos de Urarco
- Tabacal

## Demografía
Población Total: 6 601 hab. (2015)
- Población Urbana: 1 551
- Población Rural: 5 050

Alfabetismo: 70.9% (2005)
- Zona urbana: 87.1%
- Zona rural: 67.7%

### Etnografía
Según las cifras presentadas por el DANE del censo 2005, la composición etnográfica del municipio es: 
- Mestizos & Blancos (98,4%)
- Afrocolombianos (1,6%)

## Economía
La economía está fundamentada en los cultivos de café, maíz, fríjol, caña y en menor escala en la ganadería de doble propósito de carne y lechera. La explotación del oro ha sido tradicional desde la época de la Conquista en la producción económica de este distrito.
En la actualidad la Compañía CG Sucursal Colombia es la única compañía autorizada para la exploración y producción de oro en el municipio. En la actualidad construye el primer proyecto de minería moderna en la región con más de 600 empleados de los cuales el 80% son de Buriticá.
Un grupo de mineros informales ha llegado también al municipio en el último año, provenientes de otros lugares de Colombia como Marmato, Remedios y Segovia para trabajar de manera rudimentaria. Éstos, a pesar de no tener un título minero, aspiran poder trabajar algunas zonas del municipio. En este oficio laboran alrededor de 300 personas.

## Fiestas
- Fiestas de Razas, Mitos y Leyendas, con representaciones mitológicas que no han perdido su importancia desde años anteriores, tales como la del Cacique Buriticá, María Centeno, San Antonio, o la del Padre sin cabeza.
- Fiesta de San Antonio de Padua, que se conmemora los 13 de junio, lo cual hace que el municipio se desborde de gente, unos queriendo conocerlo y otros queriendo dar gracias por los milagros alcanzados.
- Fiestas Tradicionales de El Retorno en el mes de enero. Estas fiestas fueron canceladas por la administración municipal a partir del año 2008, y las actividades que se realizan en el primer puente festivo del año se denominan a partir de esta fecha remate navideño.

## Sitios de interés
Por ser Buriticá uno de los municipios más antiguos del departamento, cuenta con una gran riqueza ecológica, arquitectónica e histórica, las cuales no han sido explotadas sino en forma mínima hasta estos días de 2006. Aunque no ha habido en el municipio una verdadera planeación del sector turístico, se le observa una voluntad grande a los líderes por aumentarla con presupuesto más holgado.
Turismo y turismo ecológico
Buriticá cuenta con varios sitios turísticos y destinos ecológicos como son, para destacar:
- Santuario de San Antonio en la iglesia principal, del que muchos dicen ser milagroso.
- Alto del Chocho, donde se encuentra la piedra de Buriticá.
- En la vereda Untí se pueden encontrar interesantes artesanías en barro.
- Reserva ecológica de la Guarcana.
- Reserva ecológica y arquitectónica Alto del Chocho.
- Mina de María Centeno.
- Cavernas de San Antonio.
- Alto de San Antonio.
- Quebrada La Clara.
- Alto el Romeral.

Arquitectura
- Templo de San Antonio, en vía a ser declarado Patrimonio Arquitectónico.
- Casa de la Cultura.
- Viviendas declaradas patrimonio arquitectónico.
- Calles en laberinto.